# Champions des États-Unis de natation en bassin de 50 m du 1 500 m nage libre

## 1500 mètres nage libre messieurs
| Championnat                                  | Ville                 | Nageur                           | Naissance | Âge | Club                                    | Temps                         |
| 1920 sélections olympiques (juillet) (25 yd) | Chicago, IL           | E.T. Bolden                      |           |     | Illinois Athletic Club                  | 25 min 26 s.                  |
| -----                                        |                       |                                  |           |     |                                         |                               |
| -----                                        |                       |                                  |           |     |                                         |                               |
| 1928 sélections olympiques (juin) ()         | Detroit, MI           | Clarence Linden Crabbe Jr.       |           |     | Outrigger Canoe Club                    | 20 min 49 s. 3/5              |
| -----                                        |                       |                                  |           |     |                                         |                               |
| -----                                        |                       |                                  |           |     |                                         |                               |
| 1932 sélections olympiques () ()             | Cincinnati, OH        | Clarence Linden Crabbe Jr.       |           |     | Los Angeles Allied Athletic Club        | 20 min 19 s 1/5               |
| -----                                        |                       |                                  |           |     |                                         |                               |
| -----                                        |                       |                                  |           |     |                                         |                               |
| 1936 sélections olympiques (juillet) (50 m)  | Providence, RI        | Ralph D. Flanagan                |           |     | Greater Miami Athletic Club             | 19 min 37 s 8                 |
| -----                                        |                       |                                  |           |     |                                         |                               |
| -----                                        |                       |                                  |           |     |                                         |                               |
| 1948 sélections olympiques (juillet) (50 m)  | Detroit, MI           | James McLane                     |           |     | New Haven Swim Club                     | 19 min 27 s 7                 |
| -----                                        |                       |                                  |           |     |                                         |                               |
| -----                                        |                       |                                  |           |     |                                         |                               |
| 1952 sélections olympiques (juillet) (50 m)  | New York, NY          | James McLane                     |           |     | New Haven Swim Club                     | 18 min 58 s 2                 |
| -----                                        |                       |                                  |           |     |                                         |                               |
| -----                                        |                       |                                  |           |     |                                         |                               |
| 1956 sélections olympiques () (50 m)         | Detroit, MI           | George Breen                     | 1935      | 21  | Unattached Buffalo                      | 18 min 13 s 7                 |
| -----                                        |                       |                                  |           |     |                                         |                               |
| -----                                        |                       |                                  |           |     |                                         |                               |
| 1960 sélections olympiques (août) (50 m)     | Detroit, MI           | Alan Somers George Breen         | 1935      | 25  | Indianapolis Athletic Club              | 17 min 40 s 0                 |
| -----                                        |                       |                                  |           |     |                                         |                               |
| -----                                        |                       |                                  |           |     |                                         |                               |
| 1962 printemps (avril) (25 yd)               |                       | Roy Saari                        | 1945      | 17  | Unattached                              | 16 min 54 s 1                 |
| 1962 été (août) (50 m)                       |                       | Murray Rose                      |           |     | Los Angeles                             | 17 min 16 s 7                 |
| 1963 printemps (mars) (25 yd)                |                       | Roy Saari                        | 1945      | 18  | Southern Clifornia                      | 16 min 52 s 1                 |
| 1963 été (août) (50 m)                       | Oak Park, IL          | Roy Saari                        | 1945      | 18  | El Segundo                              | 17 min 34 s 6                 |
| 1964 printemps (avril) (25 yd)               | Bartlesville, OK      | Roy Saari                        | 1945      | 19  | Southern Clifornia                      | 16 min 49 s 3                 |
| 1964 été (août) (50 m)                       | Los Altos, CA         | Roy Saari                        | 1945      | 19  | El Segundo                              | 16 min 58 s 7                 |
| 1965 printemps (avril) (25 yd)               |                       | Roy Saari                        | 1945      | 20  | Southern Clifornia                      | 16 min 40 s 3                 |
| 1965 été (août) (50 m)                       | Maumee, OH            | Steve Krause                     |           |     | Cascade                                 | 16 min 58 s 6                 |
| 1966 printemps (avril) (25 yd)               |                       | Michael Burton                   | 1947      | 19  | UCLA                                    | 16 min 27 s 3                 |
| 1966 été (août) (50 m)                       | Lincoln, NE           | Michael Burton                   | 1947      | 19  | Arden Hills                             | 16 min 41 s 6 RM              |
| 1967 printemps (avril) (25 yd)               |                       | Michael Burton                   | 1947      | 20  | UCLA                                    | 16 min 08 s 0                 |
| 1967 été (août) (50 m)                       | Oak Park              | Michael Burton                   | 1947      | 20  | Arden Hills                             | 16 min 34 s 1 RM              |
| 1968 printemps (avril) (25 yd)               |                       | Michael Burton                   | 1947      | 21  | Arden Hills                             | 16 min 04 s 56                |
| 1968 été (août) (50 m)                       |                       | Michael Burton                   | 1947      | 21  | Arden Hills                             | 16 min 29 s 4                 |
| 1968 sélections olympiques (août) (50 m)     | Long Beach, CA        | Michael Burton                   | 1947      | 21  | Arden Hills                             | 16 min 08 s 5 RM              |
| 1969 printemps (avril) (25 yd)               |                       | Michael Burton                   | 1947      | 22  | Arden Hills                             | 15 min 40 s 1                 |
| 1969 été (août) (50 m)                       | Louisville, KY        | Michael Burton                   | 1947      | 22  | Arden Hills                             | 16 min 04 s 5 RM              |
| 1970 printemps (avril) (25 yd)               |                       | John Kinsella                    | 1952      | 18  | Hinsdale                                | 15 min 35 s 93                |
| 1970 été (août) (50 m)                       | Los Angeles, CA       | John Kinsella                    | 1952      | 18  | Hinsdale                                | 15 min 57 s 10 RM             |
| 1971 printemps (avril) (25 yd)               |                       | John Kinsella                    | 1952      | 19  | Hinsdale                                | 15 min 42 s 38                |
| 1971 été (août) (50 m)                       |                       | Michael Burton                   | 1947      | 24  | Arden Hills                             | 16 min 09 s 66                |
| 1972 printemps (avril) (25 yd)               |                       | John Kinsella                    | 1952      | 20  | Hinsdale                                | 15 min 31 s 3                 |
| 1972 sélections olympiques (août) (50 m)     | Chicago, IL           | Rick DeMont                      | 1956      | 16  | Marin                                   | 15 min 52 s 91 RM             |
| 1973 printemps (avril) (25 yd)               |                       | Jack Tingley                     |           |     | Southern California                     | 15 min 19 s 41                |
| 1973 été (août) (50 m)                       |                       | Rick DeMont                      | 1956      | 17  | Marin                                   | 15 min 51 s 02                |
| 1974 printemps (avril) (25 yd)               |                       | Mike Bruner                      |           |     | Pacific                                 | 15 min 15 s 33                |
| 1974 été (août) (50 m)                       | Concord, CA           | Tim Shaw                         | 1957      | 17  | Long Beach Swim Club                    | 15 min 31 s 72 RM             |
| 1975 printemps (avril) (25 yd)               |                       | John Naber                       | 1956      | 19  | University of Southern California       | 15 min 09 s 51                |
| 1975 été (août) (50 m)                       |                       | Bob Hackett                      |           |     | Bernals Gators Swim Club                | 15 min 32 s 00                |
| 1976 printemps (avril) (50 m)                |                       | Casey Converse                   |           |     | Mission Viejo Nadadores                 | 15 min 40 s 04                |
| 1976 sélections olympiques (juin) (50 m)     | Long Beach, CA        | Brian Goodell                    | 1959      | 17  | Mission Viejo Nadadores                 | 15 min 06 s 66 RM             |
| 1976 été (août) (50 m)                       |                       | Casey Converse                   |           |     | Mission Viejo Nadadores                 | 15 min 21 s 03                |
| 1977 printemps (avril) (25 yd)               |                       | Bob Hackett                      |           |     | Bernal's Gator Swim Club                | 15 min 01 s 25                |
| 1977 été (août) (50 m)                       | Mission Viejo, Ca     | Brian Goodell                    | 1959      | 18  | Mission Viejo Nadadores                 | 15 min 18 s 47                |
| 1978 printemps (avril) (25 yd)               | Austin (TX)           | Brian Goodell                    | 1959      | 19  | Mission Viejo Nadadores                 | 14 min 54 s 54                |
| 1978 été (août) (50 m)                       | The Woodlands, TX     | Ed Ryder                         |           |     | Mission Viejo Nadadores                 | 15 min 24 s 84                |
| 1979 printemps (avril) (25 yd)               | Los Angeles, CA       | Brian Goodell                    | 1959      | 20  | Mission Viejo Nadadores                 | 14 min 47 s 27                |
| 1979 été (août) (50 m)                       | Fort Lauderdale, FL   | Brian Goodell                    | 1959      | 20  | Mission Viejo Nadadores                 | 15 min 27 s 23                |
| 1980 printemps (avril) (50 m)                | Austin (TX)           | Mike Bruner                      |           |     | Mesa                                    | 15 min 19 s 76                |
| 1980 sélections olympiques (août) (50 m)     | Irvine, Ca            | Mike Bruner                      |           |     | Mesa                                    | 15 min 19 s 80                |
| 1981 printemps (avril) (25 yd)               |                       | Dave Sims                        |           |     | Unatatched                              | 15 min 01 s 31                |
| 1981 été (août) (50 m)                       |                       | Max Metzker                      |           |     | Mission Viejo Nadadores                 | 15 min 23 s 86                |
| 1982 printemps (avril) (25 yd)               | Université de Floride | Jeff Kostoff                     |           |     | Industry Hills                          | 14 min 52 s 39                |
| 1982 été (août) (50 m)                       | Indianapolis, In      | Jeff Kostoff                     |           |     | Industry Hills                          | 15 min 17 s 77                |
| 1983 printemps (avril) (25 yd)               | Indianapolis, In      | Jeff Kostoff                     |           |     | Industry Hills                          | 14 min 46 s 11                |
| 1983 été (août) (50 m)                       | Clovis, Ca            | Jeff Kostoff                     |           |     | Industry Hills                          | 15 min 19 s 23                |
| 1984 printemps (mars) (50 m)                 |                       | Jeff Kostoff                     |           |     | Industry Hills                          | 15 min 25 s 25                |
| 1984 Sélections JO (juin) (50 m)             | Indianapolis, IN      | George DiCarlo                   | 1963      | 21  | TFJ                                     | 15 min 01 s 51                |
| 1984 été () (50 m)                           |                       | John Mykkanen                    |           |     | Irvine Novaquatics                      | 15 min 22 s 10                |
| 1985 printemps (avril) (25 yd)               | Monterey Park, Ca     | Mike O'Brien                     |           |     | Mission Viejo Nadadores                 | 14 min 41 s 57                |
| 1985 été (août) (50 m)                       | Mission Viejo, Ca     | Mike O'Brien                     |           |     | Mission Viejo Nadadores                 | 15 min 23 s 34                |
| 1986 printemps (mars) (25 yd)                | Orlando, Fl           | Dan Jorgensen                    | 1968      | 18  | Irvine Novaquatics                      | 14 min 53 s 67                |
| 1986 Sélections CM (juin) (50 m)             | Orlando, Fl           | Matt Cetlinski                   | 1964      | 22  | Holmes                                  | 15 min 12 s 73                |
| 1986 été (août) (50 m)                       | Santa Clara, Ca       | Gary Brinkman                    |           |     | San Jose                                | 15 min 26 s 32                |
| 1987 printemps (mars) (25 yd)                | Mission Bay, Fl       | Lars Jorgensen                   |           |     | Blue fins                               | 14 min 57 s 26                |
| 1987 été (juillet) (50 m)                    | Clovis, Ca            | Dan Jorgensen                    | 1968      | 19  | Blue fins                               | 15 min 17 s 04                |
| 1988 printemps (mars) (50 m)                 | Orlando, Fl           | Matt Cetlinski                   | 1964      | 24  | Holmes                                  | 15 min 12 s 41                |
| 1988 été (août) (50 m)                       |                       | Matt Cetlinski                   | 1964      | 24  | Holmes                                  | 15 min 05 s 93                |
| 1989 printemps (mars) (25 yd)                | Chapel Hill, NC       | Jean-Marie Arnould John Mykkanen |           |     | Belgique Irvine Novaquatics             | 15 min 11 s 26 15 min 16 s 82 |
| 1989 été (août) (50 m)                       | Los Angeles, CA       | Lars Jorgensen                   |           |     | Blue fins                               | 15 min 17 s 33                |
| 1990 printemps (mars) (25 yd)                | Nashville, TE         | Matt Hooper                      |           |     | Álamo                                   | 15 min 05 s 17                |
| 1990 été (août) (50 m)                       | Austin (TX)           | Lawrence Frostad                 |           |     | Longhorn Aquatics                       | 15 min 14 s 52                |
| 1991 printemps (avril) (50 m)                | Federal Way, WA       | Lawrence Frostad                 |           |     | Longhorn Aquatics                       | 15 min 18 s 40                |
| 1991 été (août) (50 m)                       | Fort Lauderdale, FL   | Lars Jorgensen                   |           |     | Blue Fins Swim Team                     | 15 min 22 s 75                |
| 1992 sélections olympiques (mars) (50 m)     | Indianapolis, In      | Sean killion                     |           |     | Fox Catcher                             | 15 min 07 s 21                |
| 1992 été (août) (50 m)                       | Mission Viejo, Ca     | Carlton Bruner                   | 1972      | 20  | Floride                                 | 15 min 20 s 21                |
| 1993 printemps (avril) (50 m)                | Nashville, TE         | Carlton Bruner                   | 1972      | 21  | Unattached - Florida                    | 15 min 28 s 08                |
| 1993 été (juillet) (50 m)                    | Austin (TX)           | Carlton Bruner                   | 1972      | 21  | Floride                                 | 15 min 16 s 21                |
| 1994 printemps (avril) (50 m)                | Federal Way, WA       | Tom Dolan                        | 1975      | 21  | Curl Burke                              | 15 min 18 s 18                |
| 1994 été (août) (50 m)                       | Indianapolis, In      | Carlton Bruner                   | 1972      | 22  | Club Wolverine                          | 15 min 12 s 37                |
| 1995 printemps (mars) (50 m)                 | Minneapolis, MN       | Reeve Irvin                      |           |     | City of Charleston                      | 15 min 35 s 49                |
| 1995 été (août) (50 m)                       | Pasadena, CA          | Carlton Bruner                   | 1972      | 23  | Club Wolverine                          | 15 min 17 s 17                |
| 1996 printemps (février) (50 m)              | Orlando, Fl           | Peter Wright (en)                |           |     | Jersey Wahoos                           | 15 min 31 s 97                |
| 1996 sélections olympiques (mars) (50 m)     | Indianapolis, In      | Carlton Bruner                   | 1972      | 24  | Club Wolverine                          | 15 min 12 s 85                |
| 1996 été (août) (50 m)                       | Fort Lauderdale, FL   | Chris Thompson                   | 1978      | 18  | Roseburg                                | 15 min 23 s 72                |
| 1997 printemps (février) (50 m)              | Buffalo, NY           | Chad Carvin                      | 1974      | 23  | Hillenbrand                             | 15 min 29 s 44                |
| 1997 été (juillet) (50 m)                    | Nashville, TE         | Chad Carvin                      | 1974      | 23  | Hillenbrand                             | 15 min 15 s 63                |
| 1998 printemps (avril) (50 m)                | Minneapolis, MN       | Chris Thompson                   | 1978      | 20  | Club Wolverine                          | 15 min 26 s 17                |
| 1998 été (août) (50 m)                       | Clovis, Ca            | Erik Vendt                       | 1981      | 17  | Ocean State                             | 15 min 10 s 50                |
| 1999 printemps (avril) (50 m)                | Long Island, NY       | Chris Thompson                   | 1978      | 21  | Michigan                                | 15 min 14 s 11                |
| 1999 été (août) (50 m)                       | Minneapolis, MN       | Chad Carvin                      | 1974      | 25  | Mission Viejo Nadadores                 | 15 min 22 s 85                |
| 2000 printemps (mars) (50 m)                 |                       | Chris Thompson                   | 1978      | 22  | Michigan                                | 15 min 18 s 47                |
| 2000 sélections JO (août) (50 m)             | Indianapolis, In      | Erik Vendt                       | 1981      | 19  | Squids                                  | 14 min 59 s 11 RUSA           |
| 2001 printemps (avril) (50 m)                | Austin (TX)           | Erik Vendt                       | 1981      | 20  | Southern California                     | 15 min 13 s 00                |
| 2001 été (août) (50 m)                       | Fresno, CA            | Chris Thompson                   | 1978      | 23  | Club Wolverine                          | 15 min 16 s 23                |
| 2002 printemps (mars) (50 m)                 | Minneapolis, MN       | Chris Thompson                   | 1978      | 24  | Club Wolverine                          | 15 min 24 s 97                |
| 2002 été (août) (50 m)                       | Fort Lauderdale, FL   | Erik Vendt                       | 1981      | 21  | Trojan Swim Club                        | 15 min 03 s 49                |
| 2003 printemps (avril) (50 m)                | Indianapolis, In      | Chris Thompson                   | 1978      | 25  | Club Wolverine                          | 15 min 15 s 00                |
| 2003 été (août) (50 m)                       | College Park, MA      | Larsen Jensen                    | 1985      | 18  | Mission Viejo Nadadores                 | 15 min 11 s 81                |
| 2004 printemps (février) (50 m)              | Orlando, Fl           | David Davies Larsen Jensen       | 1985      | 19  | Grande-Bretagne Mission Viejo Nadadores | 15 min 02 s 53 15 min 08 s 84 |
| 2004 sélections JO (juillet) (50 m)          | Long Beach, CA        | Larsen Jensen                    | 1985      | 19  | Mission Viejo Nadadores                 | 14 min 56 s 71 RUSA           |
| 2004 été (août) (50 m)                       | Stanford, CA          | Justin Mortimer                  | 1982      | 22  | Mission Viejo Nadadores                 | 15 min 23 s 96                |
| 2005 Sélections CM (avril) (50 m)            | Indianapolis, In      | Larsen Jensen                    | 1985      | 20  | University of South California          | 15 min 04 s 06                |
| 2005 été (août) (50 m)                       | Irvine, Ca            | Charles Peterson                 | 1987      | 18  | Carteret Currents Swimming              | 15 min 19 s 03                |
| 2006 printemps (mars) (50 m)                 | Federal Way, WA       | Justin Mortimer                  | 1982      | 24  | Mission Viejo Nadadores                 | 15 min 23 s 27                |
| 2006 été (août) (50 m)                       | Irvine, Ca            | Erik Vendt                       | 1981      | 25  | Club Wolverine                          | 15 min 05 s 41                |
| 2007 printemps (mars) (50 m)                 | East Meadow, NY       | Chad La Tourette                 | 1988      | 19  | Mission Viejo Nadadores                 | 15 min 13 s 17                |
| 2007 été (juillet) (50 m)                    | Indianapolis, In      | Erik Vendt                       | 1981      | 26  | Club Wolverine                          | 14 min 57 s 01                |
| 2008 Sélections JO (juillet) (50 m)          | Omaha                 | Peter Vanderkaay                 | 1984      | 24  | Club Wolverine                          | 14 min 45 s 54                |